# Grenzproduktivitätsprinzip der Arbeit
Das Grenzproduktivitätsprinzip der Arbeit ist die neoklassische Theorie des Unternehmens. Sie ergibt sich aus der Lösung der Gewinnmaximierungsaufgabe eines Unternehmens. Bei gegebener Produktionsfunktion {\displaystyle Y=A\cdot F(L,K,H,N)} mit den üblichen Produktionsfaktoren:
- A = Technologiekoeffizient
- L = Arbeitseinsatz (von engl. labour)
- K = Kapitaleinsatz
- H = Humankapital
- N = Natürliche Ressourcen

Um ihren Gewinn zu maximieren, wird ein Unternehmen den Arbeitseinsatz L so wählen, dass das Grenzprodukt der Arbeit dem Reallohn entspricht, d. h.: {\displaystyle {\frac {\partial Y}{\partial L}}={\frac {w}{p}}}. Für das Grenzprodukt der Arbeit wird gemäß der neoklassischen Wirtschaftstheorie angenommen, dass es stets positiv und abnehmend ist (siehe Neoklassische Produktionsfunktion).
Ökonomen leiten daraus die Forderung ab, ggf. den Reallohn zu senken, um mehr Arbeit und mehr Output zu erreichen, da es sich für die betreffende Firma bei gesenktem Reallohn auszahle, den Arbeitseinsatz und damit die Produktion bis zu einem gegenüber dem ursprünglichen Optimum niedrigeren Grenzprodukt der Arbeit zu erhöhen.